# Samira Rocha
Pour les articles homonymes, voir Rocha (homonymie).
Samira Pereira da Silva Rocha, née le 26 janvier 1989 à Recife au Brésil, est une handballeuse internationale brésilienne.

## Biographie
Samira Rocha débute le handball à l'âge de 14 ans à Recife, évoluant notamment trois ans au Clube Português do Recife (pt). Elle connait sa première sélection en équipe nationale cadette à 16 ans puis en 2007, elle quitte sa ville natale pour le club de Santa/Feevale à Novo Hamburgo.
En 2011, elle rejoint le continent européen en rejoignant le club autrichien d'Hypo Niederösterreich, habitué à accueillir des joueuses brésiliennes. En 2012, elle est retenue en équipe nationale brésilienne pour participer aux Jeux olympiques 2012 de Londres
Alors en couple avec l'internationale française Alexandra Lacrabère, Samira Rocha et Lacrabère signent toutes deux au Zvezda Zvenigorod en 2012, à l'Union Mios-Biganos-Bègles en 2013 et à l'OGC Nice Côte d'Azur Handball en 2014.
Après deux saisons à Nice, elle rejoint le club hongrois du Kisvárdai KC (en) où elle met un terme à sa carrière en 2020.
En janvier 2018, après avoir toujours repoussé sa volonté d'être mère à cause de son métier, elle sent qu'il était temps de faire quelque chose pour elle. Elle subit alors une insémination artificielle et accourche d'une petite fille en décembre 2018.

## Palmarès

### En club
compétitions nationales
- vainqueur du Championnat d'Autriche (1) : en 2012
- vainqueur de la Coupe d'Autriche (1) : en 2012
- finaliste de la coupe de la Ligue en 2016 avec l'OGC Nice

### En sélection
Jeux olympiques
- 6e place aux Jeux olympiques 2012 de Londres
- 5e place aux Jeux olympiques 2016 de Rio de Janeiro

Championnats du monde
- 5e place au championnat du monde 2011 au Brésil[8]
- médaille d'or au championnat du monde 2013 en Serbie[9]
- 18e place au championnat du monde 2017

Championnats panaméricain
- médaille d'or au Championnat panaméricain 2011
- médaille d'or au Championnat panaméricain 2013
- médaille d'or au Championnat panaméricain 2015
- médaille d'or au Championnat panaméricain 2017

Jeux panaméricains
- médaille d'or aux Jeux panaméricains de 2011 (en)
- médaille d'or aux Jeux panaméricains de 2015 (en)

### Distinctions individuelles
- élu meilleure joueuse du Championnats panaméricain en 2017
- élu meilleure ailière gauche du Championnats panaméricain en 2015 et 2017